# 三光村
三光村（さんこうむら）は、大分県下毛郡にあった村。
2005年（平成17年）3月1日に同じ下毛郡の本耶馬渓町、耶馬溪町、山国町とともに中津市に編入された。

## 地理

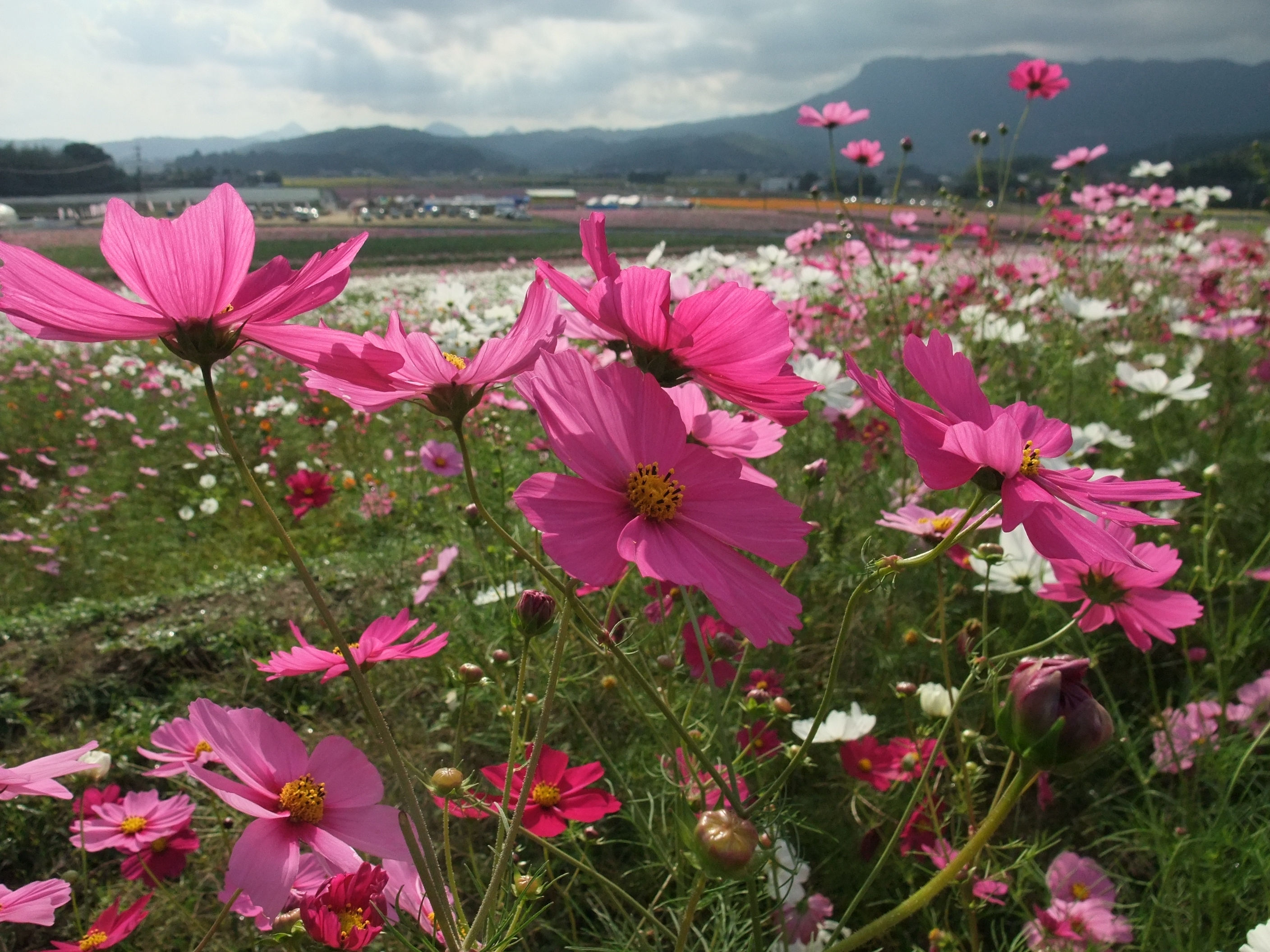
三光コスモス園

1954年（昭和29年）3月31日、 真坂村・山口村・深秣村の新設合併により三和村として成立。同日、三光村に改称。
北は旧中津市、東は宇佐市、南は旧本耶馬渓町、西は山国川をはさみ福岡県築上郡大平村（現・上毛町）と接する。村南部に村のシンボル八面山 (659m) があり、山頂部には大分県内のテレビ局、エフエム放送局の中津中継局がある。八面山東麓からは犬丸川が流れ出る。
また、イオン三光ショッピングセンター（現・イオンモール三光）がある。
かつて村西部には南北に大分交通耶馬渓線が走っていた。
経済的には北九州都市圏に属する。

### 市町村合併
2003年（平成15年）1月1日に中津市と下毛郡4町村で法定合併協議会を設置し協議を重ねた。そして2005年（平成17年）3月1日に下毛郡4町村と中津市の合併が成立した。中津市が下毛郡4町村を編入する編入合併の方式がとられた。現在の三光地域の呼び名は「中津市三光○○」となる。